# クリス・ドートリー

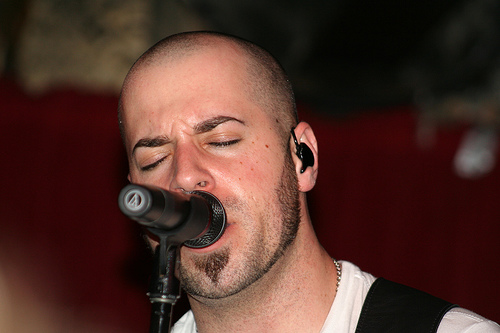
Chris Daughtry

クリス・ドートリー（Chris Daughtry、1979年12月26日 -）はアメリカ合衆国のミュージシャン。本名クリストファー・アダム・ドートリー。

## 来歴
ノースカロライナ州で生まれる。2000年に連れ子のある女性と結婚し、その後養子も迎え、ミュージシャンの道を諦めかけるが、妻の応援もあって2006年にアメリカン・アイドルのSeason5に応募する。4位になり優勝は逃したものの、歌唱力の高さとそのセンスから多くの支持を得て、バンド“ドートリー”としてデビューを果たした。デビューアルバム『Daughtry』が発売（2006/11/21）から3ヶ月でついにビルボードチャートの1位に。